# Knud Schat-Petersen
Knud Schat-Petersen (født 9. september 1875 i København, død 10. juli 1954 sammesteds) var en dansk officer og militærhistoriker.
Han var søn af professor L.W. Schat Petersen og Anine Jakobine Louise født Jørgensen og sluttede sin karriere i hæren som oberst. Han skrev flere lærebøger til brug i undervisningen på Hærens Officersskole og bidrog med militærhistoriske artikler til Salmonsens Konversationsleksikon.
28. maj 1905 ægtede han i Haslev Ellen Weber (10. februar 1877 i Vejlby, Vends Herred – 25. december 1956).